# Allan Sears
Allan Sears (San Antonio, 9 marzo 1887 – Los Angeles, 18 agosto 1942) è stato un attore statunitense del muto. Scoperto da Griffith, la sua carriera durò dal 1914 alla fine degli anni trenta. Prese parte a molti film con il nome di A.D. Sears.

## Filmografia
- Granny, regia di Christy Cabanne - cortometraggio (1914)
- A Flight for a Fortune - cortometraggio (1914)
- False Pride
- The Three Brothers, regia di Christy Cabanne - cortometraggio (1915)
- The Craven, regia di Christy Cabanne - cortometraggio (1915)
- Nascita di una nazione (The Birth of a Nation), regia di David Wark Griffith (1915)
- The Lost House, regia di Christy Cabanne - mediometraggio (1915)
- The Absentee, regia di Christy Cabanne (1915)
- The Failure
- The Little Boy Who Once Was He - cortometraggio (1915)
- Editions de Luxe - cortometraggio (1915)
- For His Pal  - cortometraggio (1915)
- Hidden Crime - cortometraggio (1915)
- The Family Doctor - cortometraggio (1915)
- The Stronger Man
- The Penitentes, regia di Jack Conway (1915)
- Sotto l'unghia dei tiranni (Martyrs of the Alamo), regia di W. Christy Cabanne (1915)
- The Opal Pin
- The Bankhurst Mystery
- Sold for Marriage
- Reggie Mixes In
- The Mystery of the Leaping Fish
- Hell-to-Pay Austin
- Intolerance
- Diane of the Follies
- The Rummy
- A Sister of Six
- Children of the Feud
- The Little Yank
- A Girl of the Timber Claims
- A Woman's Awakening
- Madame Bo-Peep
- The Desire of the Moth
- Cuor di selvaggio (The Savage)
- The Regenerates
- The Gown of Destiny, regia di Lynn F. Reynolds (1917)
- The City of Purple Dreams, regia di Colin Campbell (1918)
- The Wife He Bought
- The Kaiser, the Beast of Berlin
- The Red, Red Heart
- Her Inspiration
- The Amateur Adventuress
- Big Little Person
- Destiny
- Heart o' the Hills
- Judy of Rogues' Harbor
- Rio Grande
- Long Live the King
- In Love with Love
- The Scarlet Honeymoon
- Into Her Kingdom
- When George Hops
- Miss Information
- L'uomo che ride
- The Midnight Adventure
- Maude Muller
- Into the Night
- Hollywood Bound
- Segreti (Secrets)
- Voice in the Night
- L'isola degli agguati
- Vigliaccheria
- Name the Woman
- Gli occhi dell'anima (Pursued)
- La donna che amo
- Mills of the Gods
- Law Beyond the Range
- Tutta la città ne parla
- In Spite of Danger
- The Revenge Rider
- La vita comincia a quarant'anni (Life Begins at Forty), regia di George Marshall (1935)
- Fighting Shadows
- Justice of the Range
- The Public Menace
- The Singing Vagabond
- Sunset of Power
- Silly Billies
- For the Service
- The Boss Rider of Gun Creek
- Empty Saddles
- Battle of Greed
- Trapped
- Two-Fisted Sheriff
- Exclusive
- The Women Men Marry
- Cattle Raiders
- Down in 'Arkansaw'